# Dilar duelli
Dilar duelli is een insect uit de familie van de Dilaridae, die tot de orde netvleugeligen (Neuroptera) behoort. 
Dilar duelli is voor het eerst wetenschappelijk beschreven door U. Aspöck & H. Aspöck in 1995.